# زقنبوت حرشفي
زقنبوت حرشفي أو خنفساء الجوهرة الشرق أوسطية (الاسم العلمي: Steraspis squamosa)، نوع من الزقنبوت ورتبة غمديات الأجنحة وفصيلة الناصعات.
```
يمكن أن يصل طوله إلى نحو 27-38 ملم (1.1-1.5 بوصة). هذه الخنافس عادة ما يكون لها لون أخضر أو أزرق معدني مع هامش برتقالي على طول حواف والسطح.
```

## التوزيع
هذا النوع موجود في الجزء الشمالي من أفريقيا، وخاصة في البحر الأحمر, شبه جزيرة سيناء, إسرائيل ومن مصرإلى سوريا, موريتانيا, الجزائر والمغرب.

## النويعات
- Steraspis squamosa kindermanni Marseul, 1865
- Steraspis squamosa squamosa (Klug, 1829)

## معرض الصور

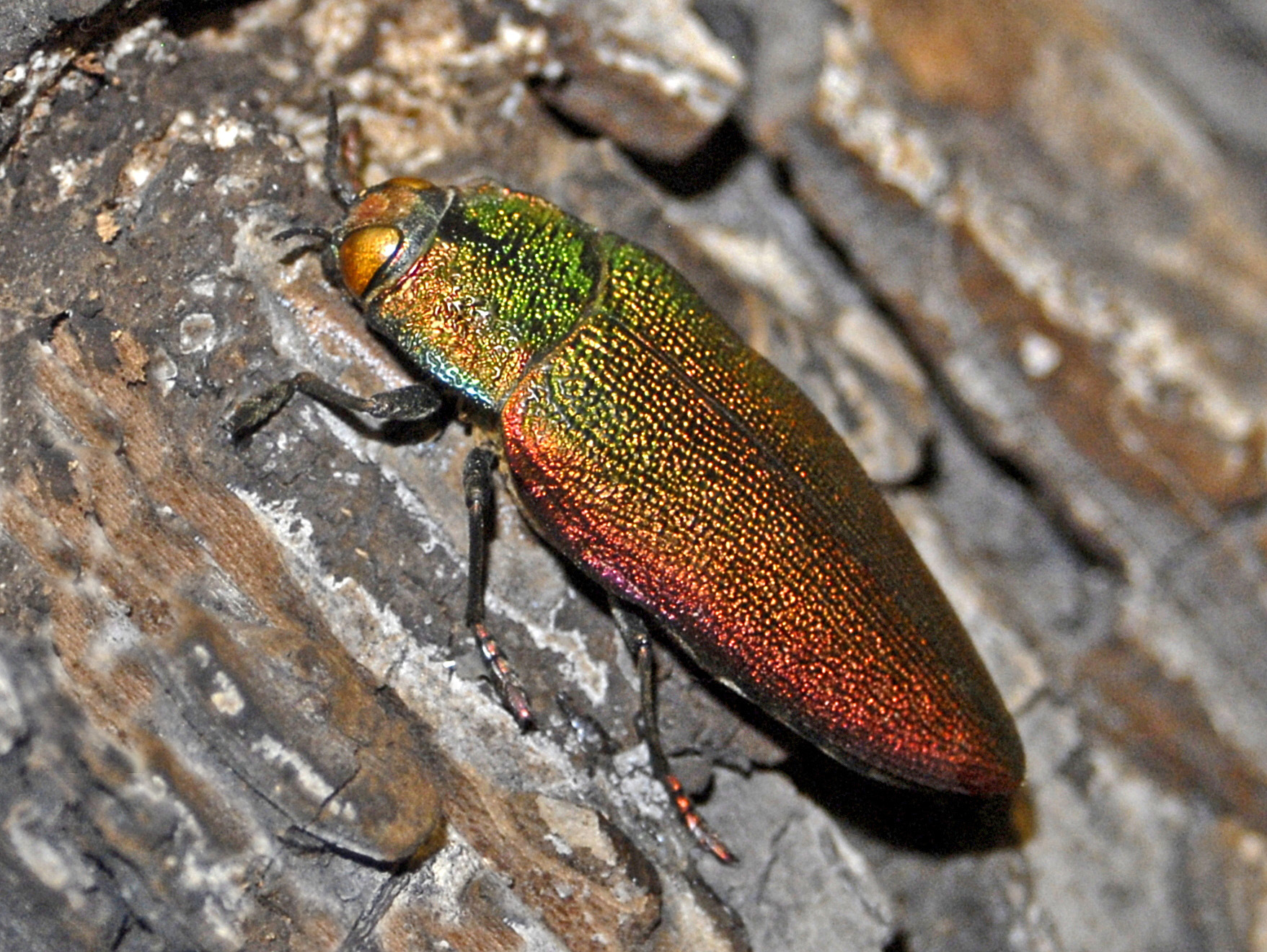
Steraspis squamosa
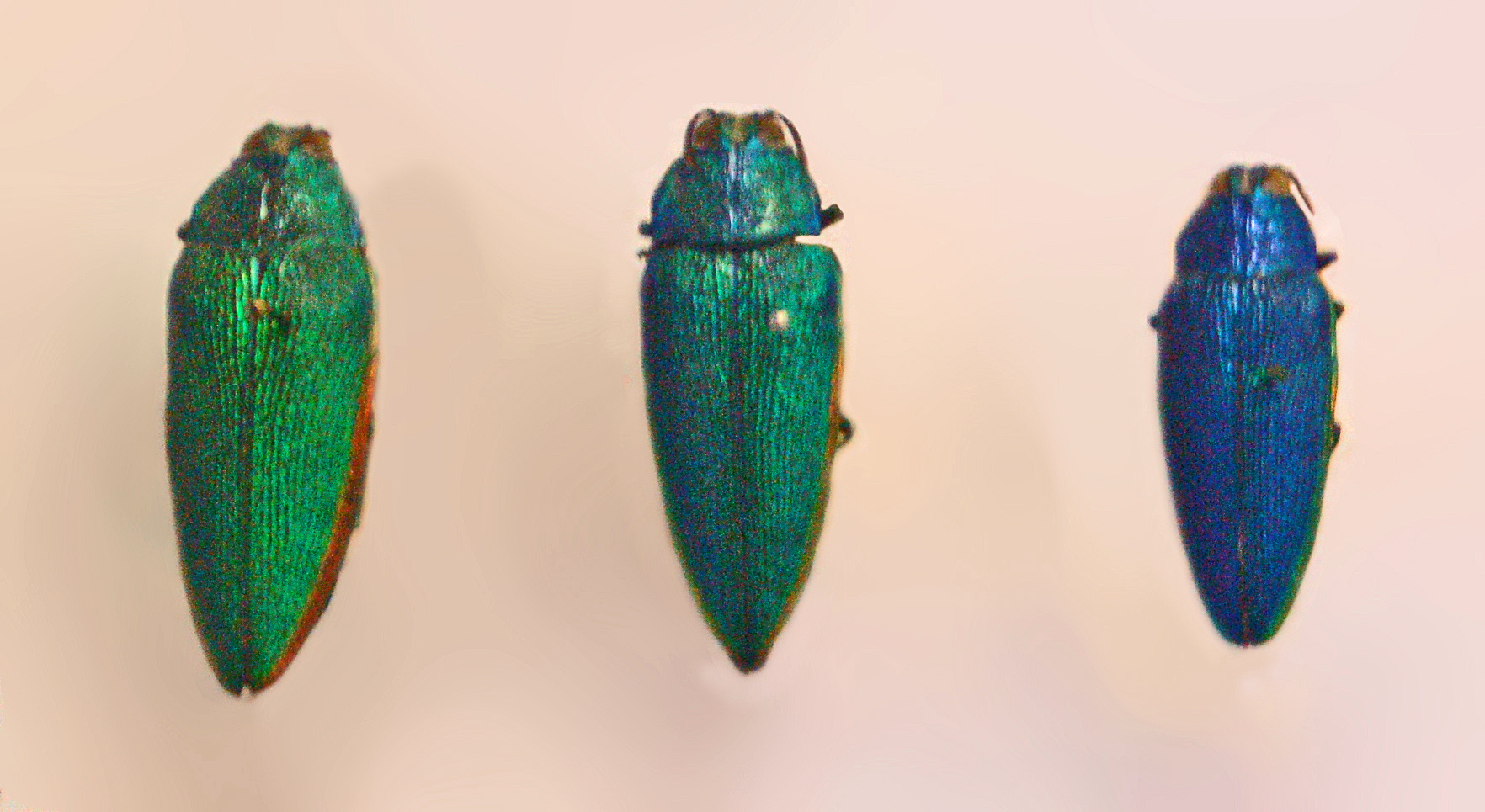
Steraspis squamosa from سوريا, mounted specimen at المتحف الوطني التشيكي
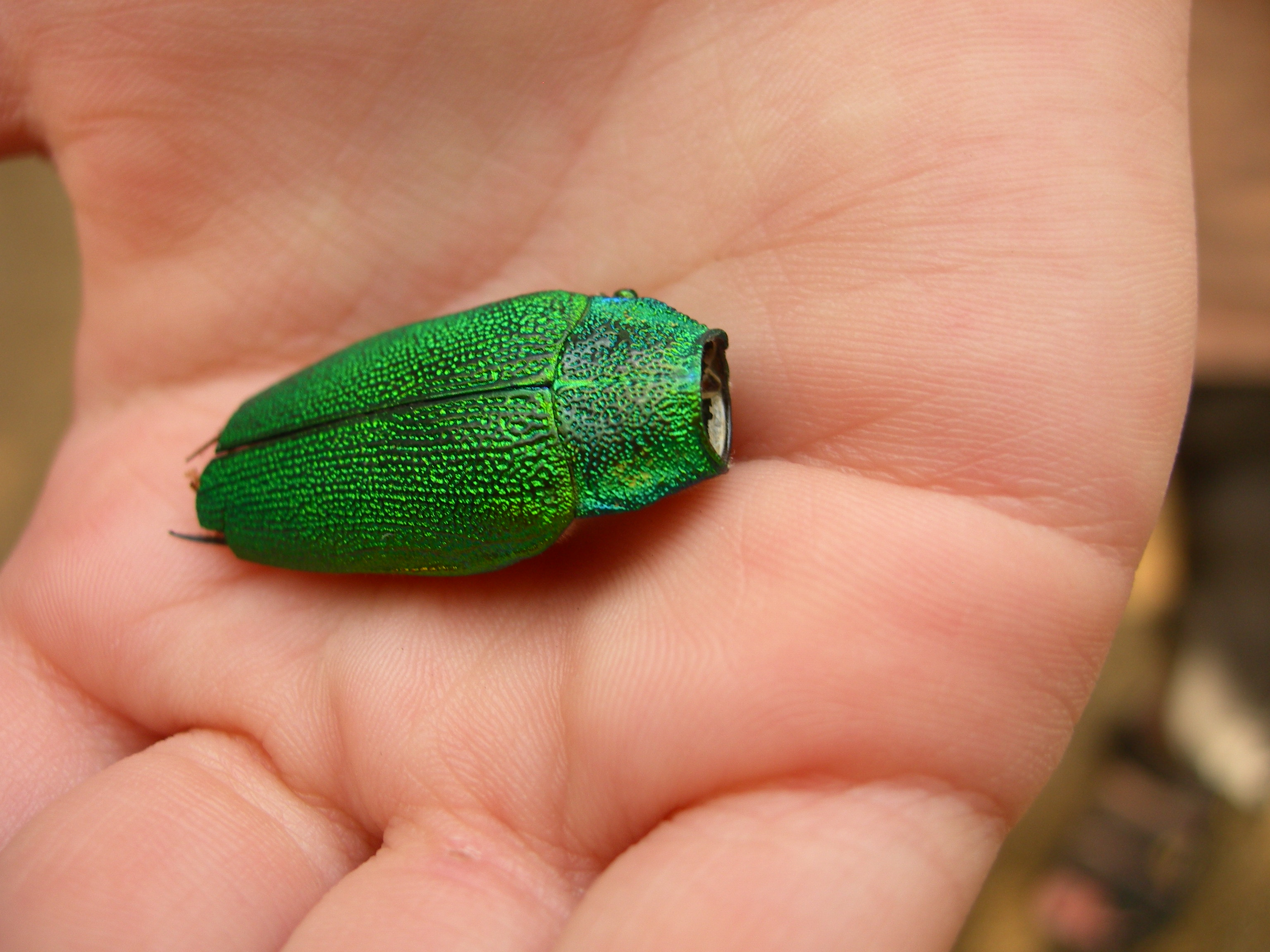
Steraspis squamosa

## روابط خارجية
- Nature of oz نسخة محفوظة 26 أبريل 2012 على موقع واي باك مشين.